# Thomas Gullickson

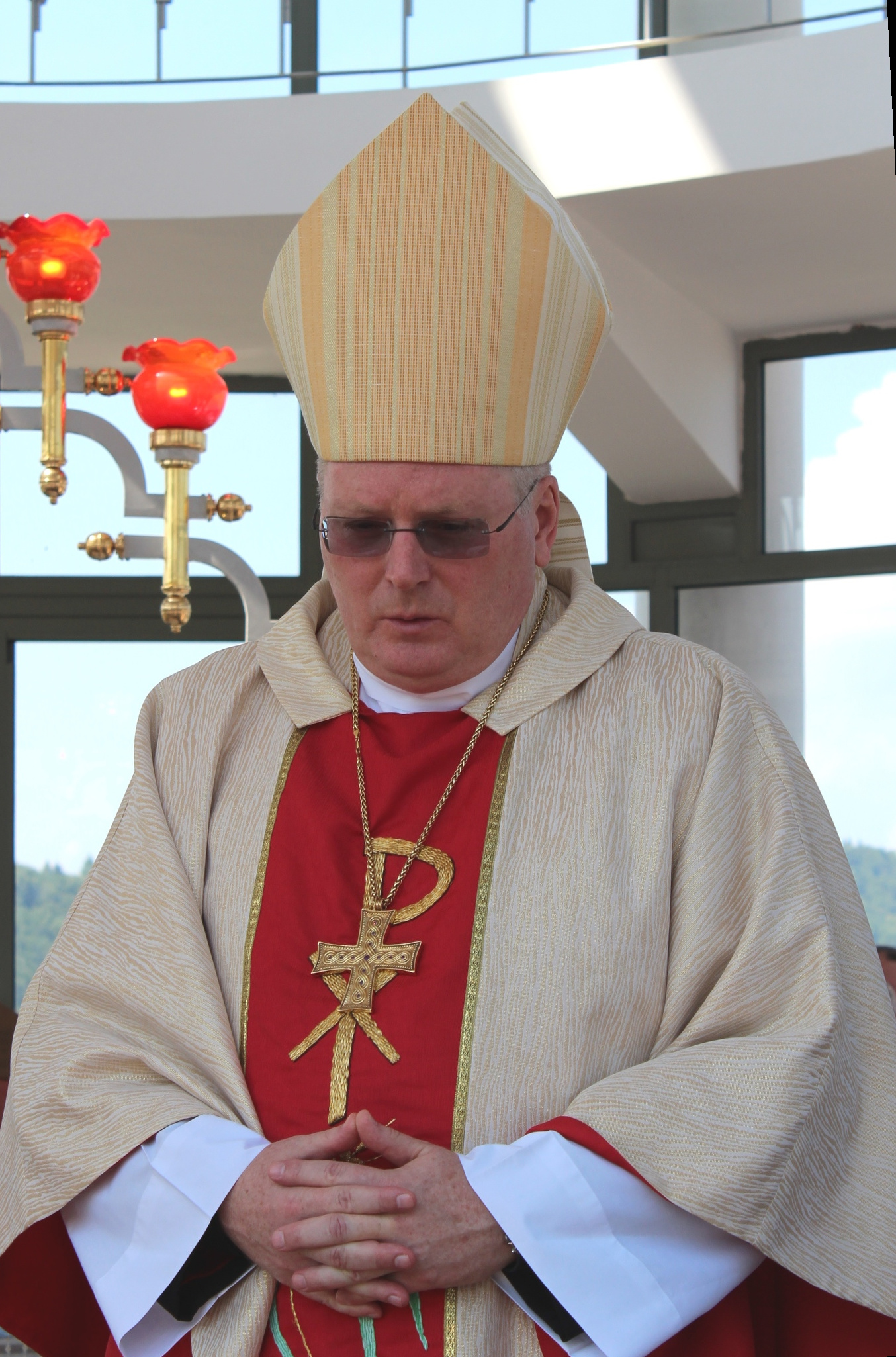
Erzbischof Thomas Gullickson (2012)

Erzbischofswappen

Thomas Edward Gullickson (* 14. August 1950 in Sioux Falls) ist ein US-amerikanischer Geistlicher, römisch-katholischer Erzbischof und Diplomat des Heiligen Stuhls.

## Leben
Thomas Gullickson empfing nach seinem Philosophie- und Theologiestudium die Priesterweihe am 27. Juni 1976 in seiner Heimatstadt, zugleich Sitz seines Heimatbistums Sioux Falls, durch Bischof Lambert Anthony Hoch. 1985 wurde er an der Päpstlichen Universität Gregoriana nach Anfertigung einer Dissertationsschrift mit dem Titel The diocesan bishop. Moderator and sponsor of the ministry of the word. A comparative study of Tridentine legislation and the 1983 code of canon law zum Dr. iur. can. promoviert.
Gullickson trat am 1. Mai 1985 in den Diplomatischen Dienst des Heiligen Stuhls ein und war in Ruanda, Österreich, Tschechoslowakei, Jerusalem/Israel und Deutschland tätig. Papst Johannes Paul II. verlieh ihm am 30. Juni 1986 den Ehrentitel Kaplan Seiner Heiligkeit (Monsignore) und am 21. November 1997 den Titel Ehrenprälat Seiner Heiligkeit.
Am 2. Oktober 2004 ernannte ihn Papst Johannes Paul II. zum Titularerzbischof pro hac vice von Polymartium und zum Apostolischen Nuntius für Trinidad und Tobago, die Bahamas, Dominica, St. Kitts und Nevis und St. Vincent und die Grenadinen. Die Bischofsweihe spendete ihm Erzbischof Giovanni Lajolo, Sekretär im Staatssekretariat des Heiligen Stuhls, am 15. Dezember desselben Jahres; Mitkonsekratoren waren Bischof Robert James Carlson und Altbischof Paul Vincent Dudley von Sioux Falls. Am gleichen Tag wurde er zudem zum Apostolischen Nuntius für Trinidad und Tobago, Antigua und Barbuda, Barbados, Bahamas, Dominica, Grenada, Guyana, Jamaika, St. Kitts und Nevis, St. Lucia, St. Vincent und die Grenadinen sowie Suriname bestellt und übernahm mit seiner Inamtsetzung die Vertretung in Antigua und Barbuda, Barbados, Jamaika, Guyana, Suriname und den Grenadinen. Er war zudem Apostolischer Delegat der Antilles Episcopal Conference der Römisch-katholischen Kirche in der Karibik.
Papst Benedikt XVI. berief ihn am 21. Mai 2011 zum Apostolischen Nuntius in der Ukraine. Wegen dezidiert proukrainischer politischer Äußerungen in der Öffentlichkeit wurde er vorzeitig von diesem Amt abberufen.
Am 5. September 2015 ernannte ihn Papst Franziskus zum Apostolischen Nuntius in der Schweiz und in Liechtenstein mit Sitz in Bern. Papst Franziskus nahm seinen Rücktritt als Nuntius in der Schweiz zum 31. Dezember 2020 nach fünf Jahren Amtszeit an. Vorausgegangen waren Auseinandersetzungen um Gullicksons kritische Haltung zum System der Schweizer Landeskirchen.